# Heri dicebamus
Le frasi latine heri dicebamus (letteralmente "ieri dicevamo") e dicebamus hesterna die ("dicevamo il giorno precedente") sono adoperate da chi, una volta riacquistata la possibilità di esprimere le proprie opinioni a seguito di un'ingiusta persecuzione, fa intendere di voler riprendere un discorso dal punto in cui era stato interrotto.

## Origine e fortuna della locuzione
Una tradizione accademica attribuisce l'espressione dicebamus hesterna die a Fray Luis de León, professore all'Università di Salamanca: vittima di una carcerazione di quattro anni per eresia, León la pronunciò nel riprendere i suoi corsi universitari dopo il forzato allontanamento.
Un espediente retorico identico fu utilizzato nel XX secolo da Gustave Cohen alla Sorbona, alla ripresa dell'insegnamento dopo la parentesi dell'invasione tedesca della Francia durante la seconda guerra mondiale. Al ritorno in patria, si racconta di come abbia ripreso i corsi, a suo tempo forzosamente interrotti, andando a occupare la consueta e prediletta posizione, alle spalle degli studenti disposti sui vari ordini dei gradoni dell'anfiteatro accademico: come se nulla fosse accaduto, dopo lunghi anni di dolorosa assenza forzata, Cohen iniziò la sua lezione pronunciando una frase rimasta memorabile: «Come stavo dicendo...».
In Italia la frase heri dicebamus è attribuita al filosofo Benedetto Croce in riferimento alla caduta del fascismo, considerato da Croce una parentesi nella storia d'Italia, alla stregua di un'invasione degli Hyksos. Luigi Einaudi, tornato a collaborare con il Corriere della Sera a seguito del crollo del regime, citò la medesima frase quale incipit del suo articolo di fondo del 22 agosto 1943. L'espediente retorico fu adottato anche da Gaetano Salvemini nel 1949, al suo rientro all'insegnamento dalla cattedra che ventiquattro anni prima era stata sua all'Università di Firenze. Nella lezione inaugurale, Salvemini esordì con la frase: «Come stavamo dicendo l'ultima volta...».
Decenni dopo assunse una certa popolarità quando il presentatore Enzo Tortora, al termine di una travagliata scandalosa vicenda giudiziaria, riprese le sue funzioni di presentatore televisivo il 20 febbraio 1987: in quell'occasione riallacciò il suo dialogo con il pubblico pronunciando la frase: «Dunque, dove eravamo rimasti?», con un accorgimento retorico chiaramente ispirato al precedente della locuzione latina.